# Miko

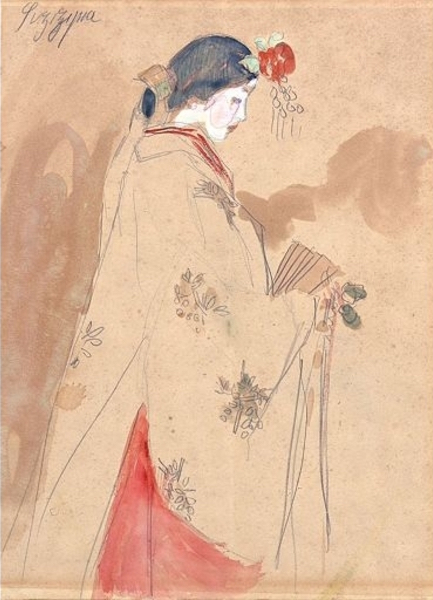
Representação de uma Miko, feita pelo artista Fujishima Takeji.

Miko (巫女, lit. "Noiva de santuário") é um termo japonês que no tempo ancestral significava "xamã feminina; medium; profeta; sacerdotisa" que transmitiam oráculos divinos e atualmente significa "noiva de santuário; virgem consagrada a uma deidade" que serve a santuários xintos.

## Exemplos de mikos
- Yamatohime-no-mikoto, filha do Imperador Suinin, fundador do Santuário de Ise.
- Izumo no Okuni, fundadora do kabuki.
- Donni Barrish, miko-chefe do Grande Santuário Tsubaki da América e um exemplo bem conhecido de uma miko não-japonesa.

### Na ficção
- Rei Hino, do mangá/anime Sailor Moon.
- Kikyo/Kagome, do anime/mangá InuYasha.
- Wendy Marvell, do anime/mangá Fairy Tail.
- Sayo-chan e Miki-chan dos jogos KiKI KaiKai.
- Reimu Hakurei, do jogo Touhou Project.
- Kaho Mizuki, do anime/mangá Cardcaptor Sakura.
- Tsubaki Kasugano, do anime/mangá Mirai Nikki.
- Miia, do anime/mangá Monster Musume no Iru Nichijou.